# The Gambler (álbum)
El hombre tras la canción “The Gambler” fue Don Schlitz, un operador de unos veinte años escritor de canciones de Nuevo Hampshire. Schlitz grabó y sacó la primera versión de la canción en 1978. Tuvo un éxito moderado, pero el productor de música Larry Butler creyó que podía llegar más allá. Cuando Butler escuchó la canción, estaba produciendo álbumes para Johnny Cash y Kenny Rogers y animó a ambos a grabar la canción. Lo que muchos fanes de la canción no saben es que Johnny Cash grabó y sacó su propia versión de “The Gambler”. Solo se supo un mes después de que Rogers sacara su propia canción, pero en ese mes la versión de Rogers ya había llegado a las listas. Parecía que la persona de Rogers personificaba mejor el mensaje de la canción, hasta el punto que se llegó a llamar al propio Rogers “The Gambler”.
“You got to know when to hold 'em, know when to fold 'em,
Know when to walk away and know when to run.
You never count your money when you're sittin' at the table.
There'll be time enough for countin' when the dealin's done.”
(Tiene que saber cuándo quedarse con las cartas, saber cuándo tirarlas,
Saber cuándo irse y cuando correr.
Nunca cuenta el dinero cuando está sentado en la mesa.
Habrá tiempo suficiente para contarlo cuando se haya repartido las cartas)